# Departamento de Guairá
Guairá es uno de los diecisiete departamentos que, junto con Asunción, forman la República del Paraguay. Está ubicado en la mitad sur del país y en el centro de la Región Oriental. Limita al norte con Caaguazú, al sur y al sureste con Caazapá y al oeste con Paraguarí. Guairá es el segundo departamento más pequeño en superficie después de Central y el cuarto más densamente poblado, por detrás de Central, Cordillera y Alto Paraná. Su capital y ciudad más poblada, así como su polo cultural y comercial es Villarrica.  Otros municipios relevantes son Independencia, Iturbe y Tebicuary. Como departamento paraguayo con sus límites actuales fue creado en 1906.
La historia de Guairá como realidad regional se remonta a la antigua provincia española de Guayrá, vasta zona al este del río Paraná cuyos límites llegaban hasta el océano Atlántico, en lo que actualmente es Brasil y que significaba un territorio de disputa entre la Corona de Castilla y el Reino de Portugal. Una de sus más antiguas poblaciones y actual capital departamental, Villarrica, fue fundada en 1570 en dicha región con el nombre de Villa Rica del Espíritu Santo, ciudad que fue trashumante ante las invasiones portuguesas
Es la única subdivisión de Paraguay que tiene sus orígenes históricos fuera del actual territorio nacional y también el único en haber sufrido una migración de su núcleo original. Esta migración está ligada a los siete asentamientos de los habitantes de Villarrica, que desde un principio ya se habían autodenominado guaireños. La región de Guayrá en sus diferentes períodos históricos fue poblada u ocupada por guaraníes, españoles, jesuitas, portugueses, bandeirantes y franciscanos. Sin embargo, los territorios de la Guayrá actualmente en su mayor parte corresponden al estado brasileño de Paraná mientras que el actual pequeño departamento paraguayo de Guairá sólo mantiene recuerdos el nombre similar de aquel lugar. 
Los franciscanos desarrollaron una importante labor en el poblamiento y la educación en los nuevos asentamientos ya en el actual territorio de Paraguay, estableciendo misiones en Itapé en 1682.Por su parte, Villarrica quedó asentada definitivamente cerca del Ybytyruzú en 1682. A principios del siglo XX además de estos dos pueblos se encontraban Mbocayaty, Hiaty y Yataity formando parte del nuevo departamento.
En el ámbito cultural, el departamento es una zona bastante dinámica a pesar de su escasa extensión y población. Con una población mayoritariamente rural y diseminada en su mayoría en pueblos por debajo de los 15 000 habitantes, Guairá ha legado a la cultura paraguaya personajes como Augusto Roa Bastos, Manuel Ortiz Guerrero, Félix Pérez Cardozo, José Félix Bogado, Juan Vicente Estigarribia, Natalicio Talavera, Alfredo Seiferheld y Helio Vera en su mayoría dedicados a las letras y la música.
En 2010, el Guairá fue declarado "Capital del Arpa Paraguaya" y uno de sus distritos Félix Pérez fue declarado "Cuna del arpa paraguaya".

## Origen del nombre
La denominación Guairá proviene de dos palabras guaraníes, guai que es una deformación de la expresión guara´ira que significa persona que se convertirá en guerrero o posiblemente de otra expresión guay que significa que proviene del río (como ocurre con los topónimos Gualeguay y Uruguay) y el sufijo ra, que significa lugar. El nombre del departamento es históricamente el nombre que correspondía a la idea original del Paraguay actual, aunque ubicado al este del río Paraná. Ya los primeros conquistadores y posteriormente los jesuitas utilizaban esta expresión para designar al Paraguay.
Guairá también era el nombre de un cacique aliado a los españoles que dominaba el territorio aledaño a los saltos del Guairá. Dicho nombre habría sido usado por los conquistadores para nombrar a la extensa provincia ubicada entre el río Paraná y la meseta atlántica, actual estado brasileño de Paraná.

## Historia

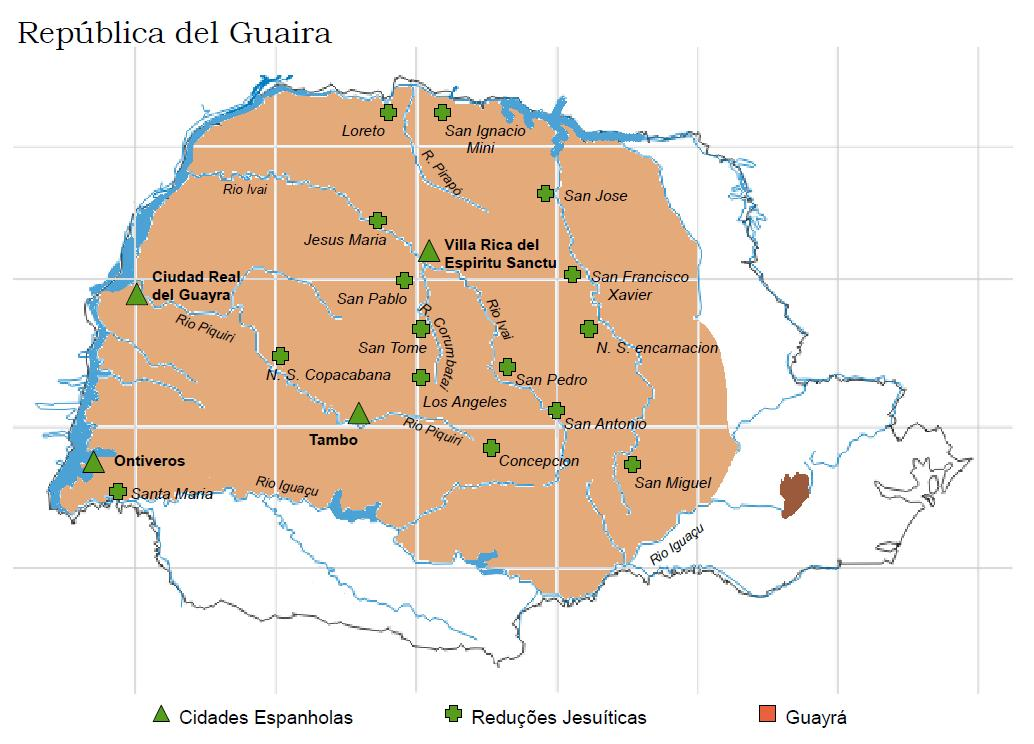
Antigua provincia de Guayra, en territorio del actual estado brasileño de Paraná.

Hasta el siglo XIX, recibía la denominación de La Guayrá o Guairá o también La Pinería (esto último por sus densos bosques de cury) la región que estuvo bajo jurisdicción del Cabildo de Asunción al este del río Paraná hasta la línea del Tratado de Tordesillas. Ese territorio también fue asiento de las primeras grandes misiones jesuíticas del Guayrá, teniendo como límites aproximados en el norte el río Paranapanema o, según otras versiones, el río Tiete, y el río Iguazú por el sur. 
Se llamaba Guayrá o Guairá al extenso territorio que actualmente corresponde gran parte del estado de Paraná. Allí, entre los siglos XVI y XVII, existieron ciudades fundadas por españoles (Ontiveros, Ciudad Real del Guayrá, Villa Rica del Espíritu Santo) y reducciones fundadas por jesuitas también dentro de jurisdicción hispánica, tales como San Ignacio Guazú, Nuestra Señora de Loreto del Pirapó y Santa María del Iguazú (esta última en la actual Foz do Iguaçú). Tales ciudades fueron arrasadas por las malocas de esclavistas bandeirantes procedentes de São Paulo, teniendo que emigrar gran parte de la población al oeste del río Paraná (donde se refundó la actual Villarrica), o al sur del río Iguazú (donde se refundaron San Ignacio —con el nombre de San Ignacio Miní— y Loreto entre otras)

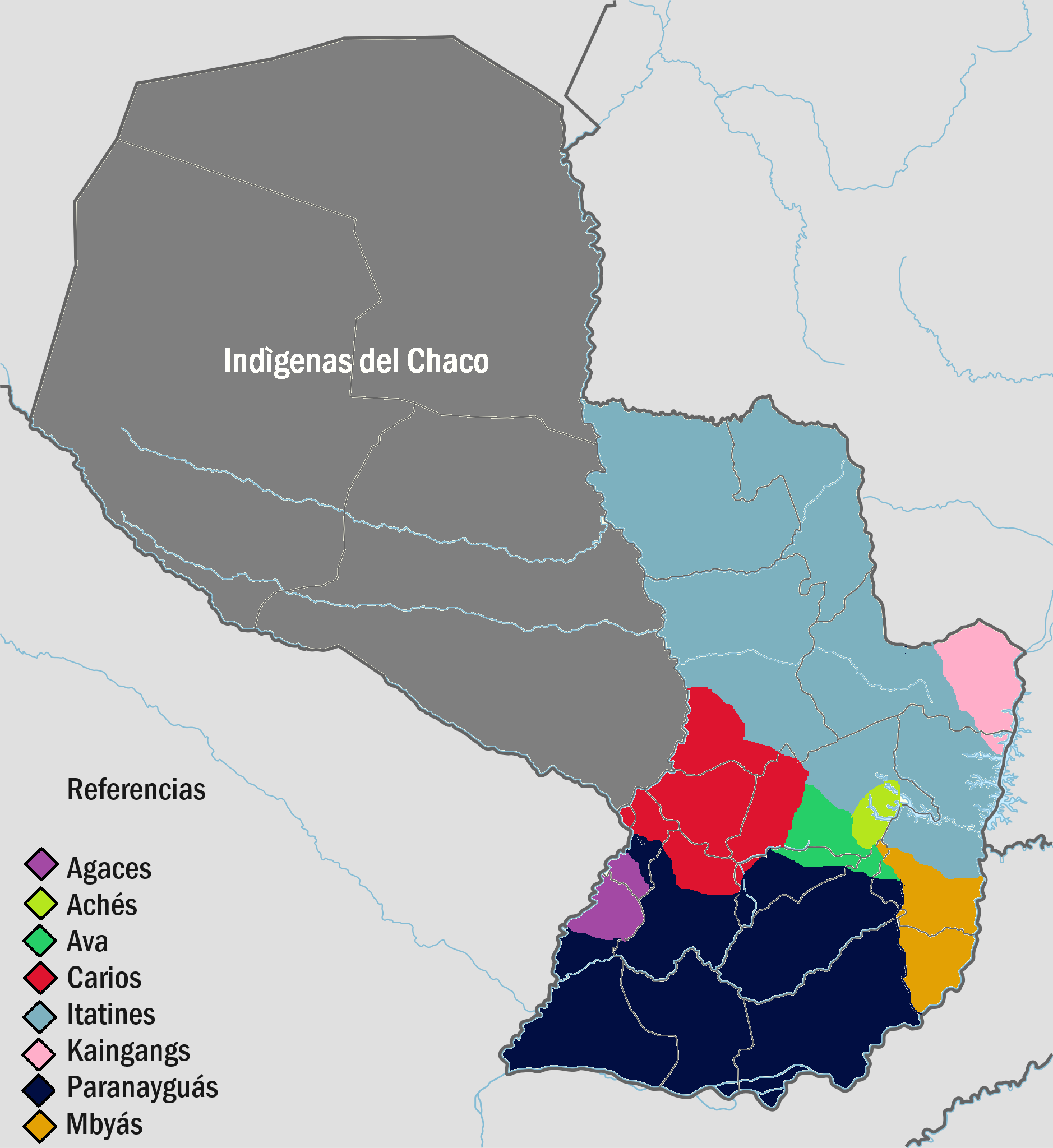
Área ocupada por los paranayguás en el (azul oscuro)

Antes de la llegada de los españoles, lo que actualmente es Guairá y la mayor parte de la mitad sur de la Región Oriental era territorio de los indios paranáes, una etnia dentro de la familia lingüística tupí-guaraní. Los paranáes era un pueblo de muchos guerreros que se dedicaba a la pesca. Formaron alianzas con los indios carios pero estaban en enemistad con los agaces.       
Uno de los primeros cristianos en atravesar el actual territorio de Guairá, fue fray Juan Bernardo Colmán quien en 1594 viaja desde Asunción hasta el área de la actual Caazapá para rescatar a un religioso dominico apresado por los paranáes. Tanto Colmán como el dominico terminan ejecutados por los nativos. En 1607, Guairá queda bajo jurisdicción de Caazapá luego de que Luis de Bolaños fundase esta reducción indígena. En 1615, fray Bolaños deja las reducciones de Paraguay a cargo de sus discípulos. Uno de ellos, fray Buenaventura de Villasboa traslada en 1678 a un grupo de guaraníes salvajes oriundos del río Monday a los pueblos de Caazapá y Yuty. Como los salvajes no se integraban a los indios cristianizados de estas reducciones, el gobernador español Díez de Andino resuelve trasladar al grupo salvaje a una nueva reducción a orillas del río Tebicuarymí en 1682, lo que da origen al pueblo de Ytapé. También en 1682, los peregrinantes de Villa Rica se asientan en el actual territorio guaireño venidos de lo que ahora es la ciudad de Coronel Oviedo. 

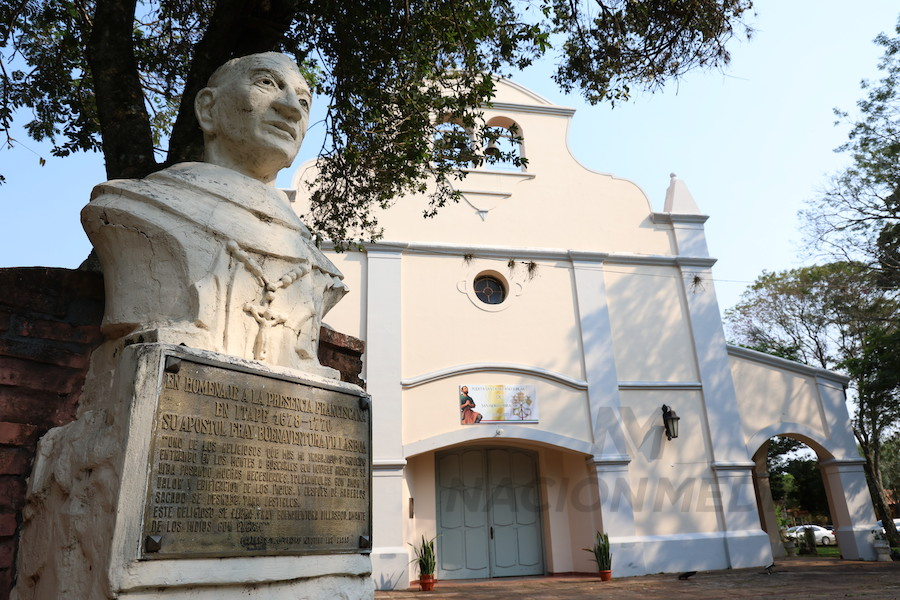
Fray Villasboa organizó la reducción de indios monteses en la actual Itapé a fines del.

En 1773, el gobernador Agustín Fernando de Pinedo funda Hyaty al noroeste de Villarrica y en 1778 otro gobernador Pedro Melo de Portugal funda Yhacanguasu, al suroeste. Hacia 1785, las familias del alférez real Juan Bautista Achard y de Juan Ortiz de Zárate ya poseen estancias en lo que actualmente es Tebicuary.Aún en el Paraguay colonial, otro español de nombre Francisco del Monge dona parte de su propiedad a toda la gente que trabaja con él y así se puebla lo que actualmente es Coronel Martìnez.
Hacia 1830, el capitán Carlos Duarte de Villarrica construye una capilla en territorio de lo que ahora es Mbocayaty para que allí sirva como cura su hijo y heredero el sacerdote José Mariano Duarte. En 1851, Yataity es fundada en tierras del capitán villarriqueño Bartolomé Oviedo mientras que en 1854 se conforma un poblado en Potrero Cosme, actual Troche. Aunque ninguna batalla llega a su territorio, durante la guerra de la Triple Alianza, varios guaireños participan en distintas áreas del conflicto como el coronel Florentín Oviedo, el maestro Fermín López y sus alumnos, las residentas Ramona y Juliana Ynsfrán, los polìticos Gregorio y Gumersindo Benítez y el cronista Natalicio Talavera. Además, terratenientes y damas en Borja y Mbocayaty donan sus ganados y joyas respectivamente. La ocupación brasileña de la región de Guairá se concreta en 1870 al finalizar la guerra. 
Para 1892, ya hay pobladores y una escuela en Santa Clara, actual Iturbe. Por su parte, Yataity y Mbocayaty se desprenden de Villarrica en 1901 y 1903 respectivamente.  En 1906, se realiza la primera división territorial de Paraguay y se crea el IV departamento con el nombre Guairá, independizándose de la antigua gran región de Caazapá. El nuevo departamento es conformado por los partidos de Villarrica, Mbocayaty, Hyaty, Yataity e Itapé, mientras que Yhacanguasú y Santa Clara aún quedan como parte de Caazapá
A finales del siglo XIX e inicios del siglo XX a explotación forestal y yerbatera de la zona, vinculada a la región de Caaguazú, y la importancia del centro urbano de Villarrica, propician que el ferrocarril cruce Guairá de este a oeste teniendo estaciones en Garay, Fassardi, Ñumí, Borja, Villarrica, Félix Pérez y Tebicuary. A principio del siglo XX, el guaireño Conrado Melgarejo, el italiano Giuseppe Fassardi y la Compañía Argentino-Paraguaya de Maderas Limitada empiezan a explotar madera en las zonas conocidas como Paraje Muvévo y Potrero Charará, futuros municipios de Independencia, Garay y Fassardi. En 1919, el concepcionero Genaro Romero funda la colonia Independencia Nacional y gestiona ayudas a grupos de inmigrantes alemanes para establecerse en la zona.
Desde la presidencia de Carlos Antonio López hasta el siglo XX, pioneros y familias guaireñas fueron partícipes de fundaciones y colonizaciones de varios nuevos poblados del Paraguay independiente como Caaguazú, José Domingo Ocampos y Juan Manuel Frutos del departamento de Caaguazú; Unión en San Pedro y Buena Vista en Caazapá.

## Geografía

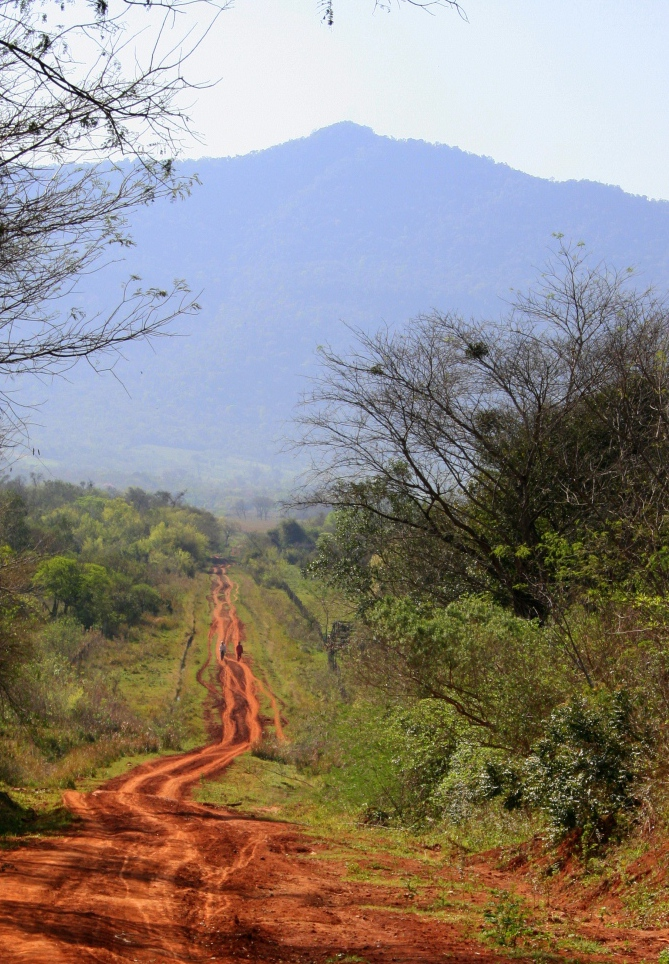
Camino de tierra al cerro Tres Kandu.

Este departamento está ubicado en la parte central de la región Oriental y entre los paralelos 25°35′ y 26°10′ de latitud sur y los meridianos 55°30′ y 56°40′ de longitud oeste. Con sus 3.846 km2 de superficie es el segundo departamento más pequeño luego de Central. Tiene como departamentos limítrofes al norte a Caaguazú, al sureste a Caazapá y al oeste a Paraguarí. 
El territorio comprende tres zonas bien diferenciadas: la primera, en las proximidades de la Cordillera de Ybytyruzú, con tierras altas y quebradas, boscosas y con fuertes pendientes; la segunda, primordialmente agrícola, ubicada en la región centro occidental, que constituye el área más rica y poblada; y la tercera, en la parte suroeste del departamento, con grandes llanuras y dedicada principalmente a la ganadería.

Existen dos ecorregiones en Guairá, el bosque atlántico y el chaco húmedo. La primera se caracteriza por bosques altos y húmedos. La segunda, incluye bosques, sabanas, humedales, islas de bosques semihúmedos y zonas bajas que se inundan con frecuencia y forman pantanos con árboles. En cuanto a los ecotonos, se observan dos en Guairá. El ecotono número 1, comprende bosques-área arenosa-arroyo-pastizal y el ecotono número 2 comprende el conjunto Ciudad de Iturbe-pastizal-playa-río Tebicuarymí-bosque. Los ecotonos son zonas de transición entre dos sistemas ecológicos diferentes. 

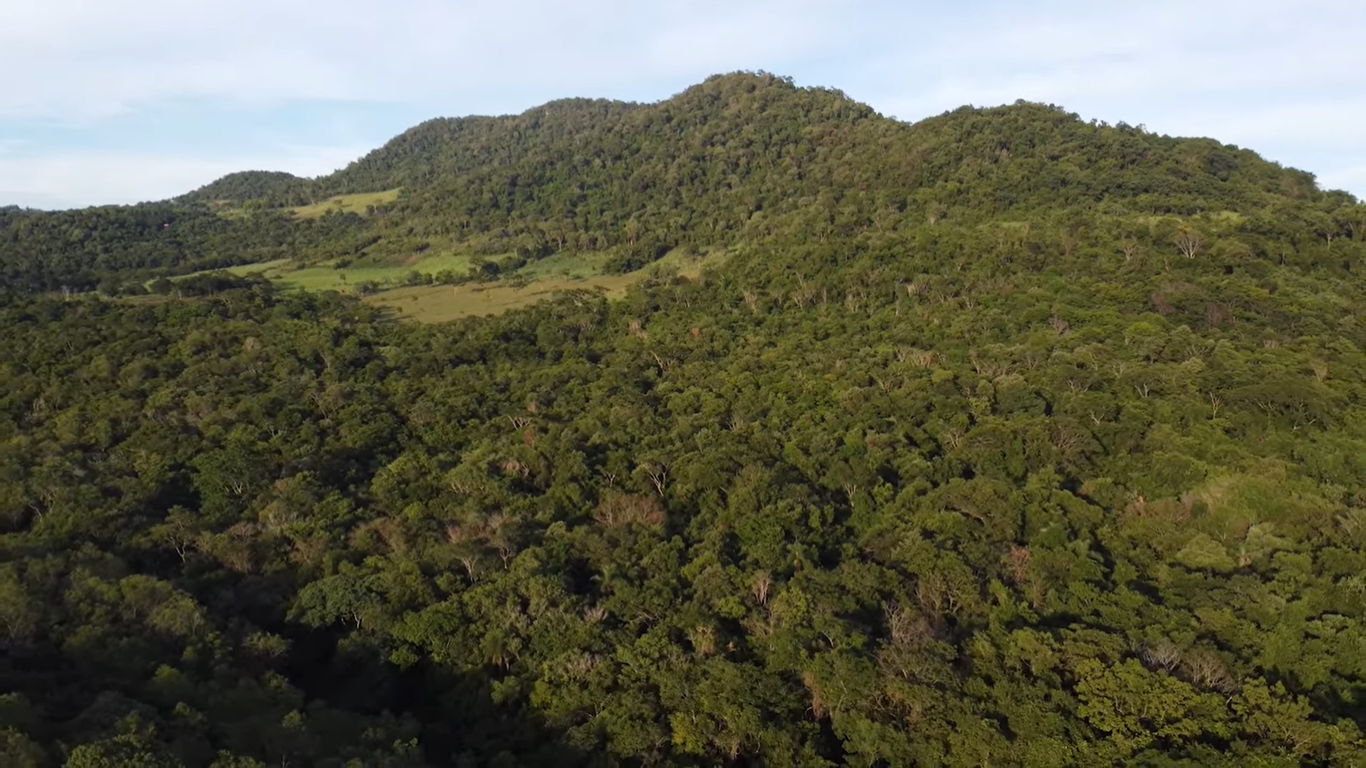
Colinas de Ybytyruzú en Independencia

### Orografía
Un ramal de la cordillera de Caazapá penetra en el departamento, recorriéndolo de Este a Oeste, recibiendo el nombre de Monte Rosario. En su extremo Oeste forma la serranía Ybytyruzú. La cordillera de Ybytyruzú se encuentra al este del departamento y se extiende de norte a sur. Los cuatro puntos más elevados del Paraguay, los cerros Tres Kandú, Capii, Peró y Amor son parte de este sistema. Los tres puntos más altos a su vez están en el municipio de Garay. El cuarto en altura, el cerro Amor, está entre los municipios de Independencia y Fassardi. Además se hallan los cerros Acatí (sexto en altura), Cerro Corá, Buena Vista, Guayaki, Mainumby, Yovere, Santa Elena y Monte Rosario, la mayoría de ellos en Independencia.Hacia el oeste del departamento se halla el cerro Itapé y el Mymýi en los territorios de Itapé y Villarrica respectivamente.  

### Hidrografía

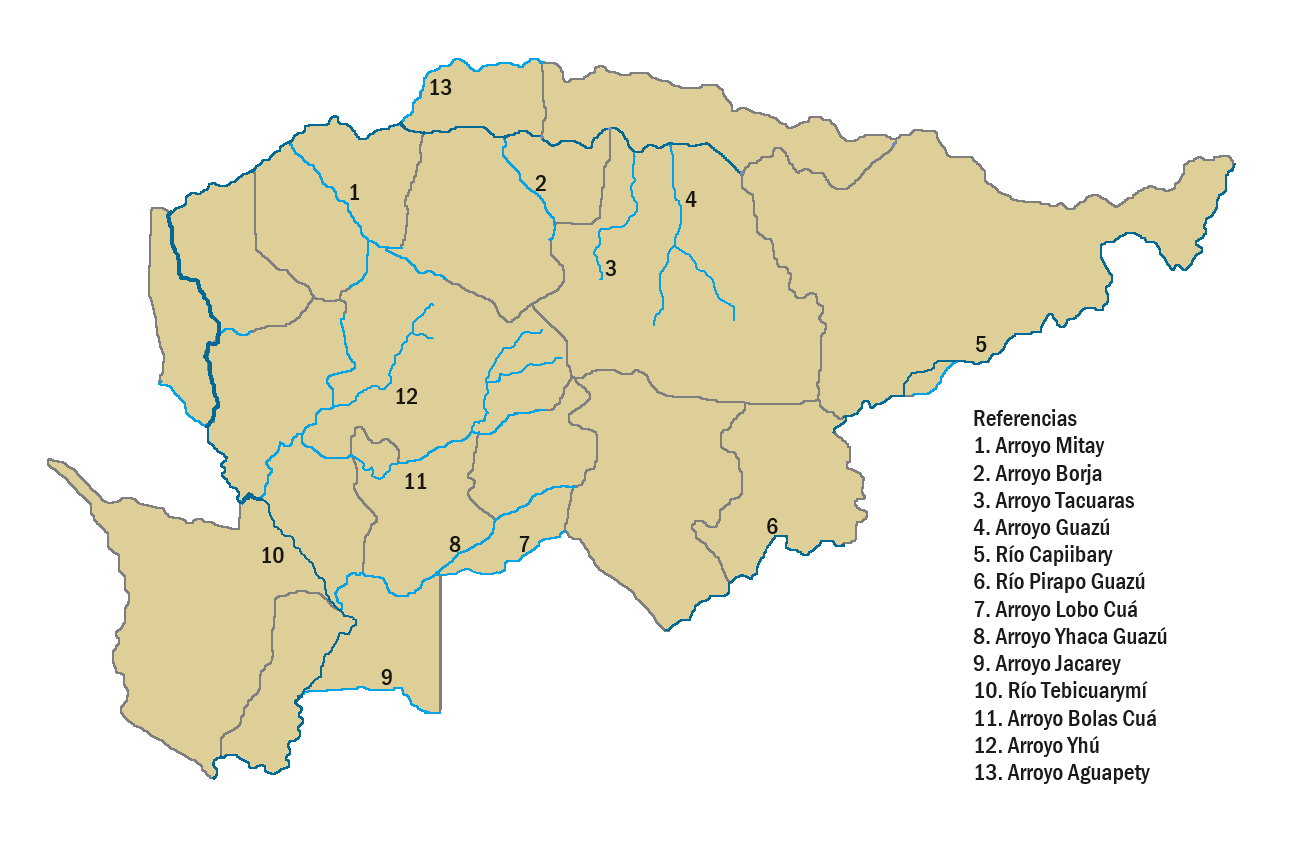
Mapa hidrográfico de Guairá. Principales arroyos afluentes del Río Tebicuarymí.

Guairá es conocido como uno de los departamentos "mediterráneos" al carecer de costas sobre los ríos principales del país, los ríos Paraguay, Paraná y Pilcomayo. Sin embargo, el departamento está irrigado por el río Tebicuarymí que posee una red de arroyos afluentes los cuales usualmente funcionan como límites municipales y entre las subdivisiones rurales de los municipios llamadas compañías. El río Tebicuarymí es afluente del río Tebicuary que a su vez es afluente del río Paraguay.  
El Tebicuarymí nace en Paso Yobái y viaja hacia el oeste haciendo de límite entre Paso Yobái y Troche, Independencia y Troche, Troche y Natalicio, Natalicio y Bottrell, Bottrell y Mbocayaty y Bottrell y Yataity. A partir de aquì separa a Guairá del departamento de Caaguazú. Al llegar al lìmite entre la compañía Monges Paso de Coronel Martínez y la compañía Chacra Norte de Tebicuary, se dirige hacia el sur y sirve de límite entre Coronel Martínez y Tebicuary y entre Tebicuary e Itapé para luego separar Guairá del departamento de Paraguarí hasta llegar al límite de las compañías Itapé Huguá de Itapé y San Antonio de Borja. A partir de aquí toma levemente el sureste y atraviesa la parte nordeste de Borja llegando hasta Iturbe. Desde Iturbe toma una dirección suroeste y hace de límite entre Iturbe y Borja. Luego, ya al sur del departamento, separa a Guairá de Caazapá y abandona territorio guaireño a nivel de la compañía Rojas Silva de Borja para seguir su trayecto hacia el suroeste.  
Sus afluentes más importantes en longitud son los arroyos Guazú y Tacuaras en Independencia, el Mitay en Félix Pérez, Yhú en Villarrica e Itapé, el Bolas Cuá en San Salvador y los arroyos Cristal y Cristalino en Borja. Otros arroyos que recorren el departamento son el Yhacá Guazú, Yhacamí, Aguapety, Pirapomí, Bobo, Orory, Caundy, Doña Juana, Paso Pindó, Yroysá, Capií, Pañetey, Itá, Gervasia, Azul, Borja, Itacurú, Ycua Porá, Curuzú, Pacová, Cabayuby, Zanja Pytá, Perulero y Caraguatay.  
Los desbordes del río Tebicuarymí causan inundaciones en diferentes localidades del departamento como Troche y Coronel Martínez. Un estudio físico-químico y microbiológico a cargo del Ministerio del Ambiente de Paraguay ha concluido que las aguas del Tebicuarymí sin previo tratamiento son inadecuadas tanto para el consumo humano como para el baño. Los resultados mostraron niveles superiores a los límites establecidos por la OMS de coliformes, amoniaco, fósforo, DBO 5 a 20ªC, hierro y manganeso.

### Fauna y flora

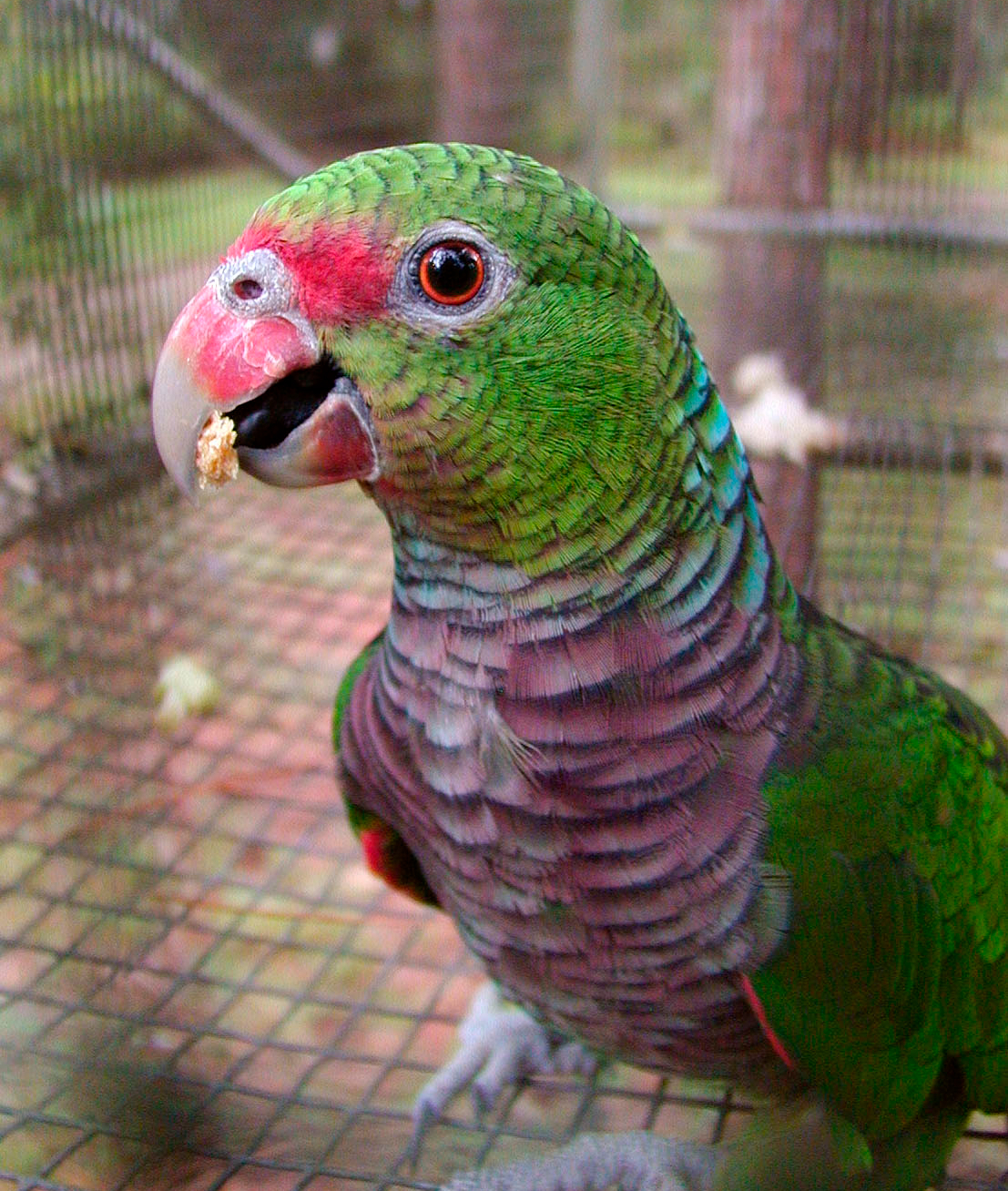
Amazona vinacea o loro vinoso

Su vegetación es de bosque alto, medio y cerrado. La región está poblada principalmente por el lapacho, peteribí, guiraró, ibirapitá, timbo, urunday, la araucaria y las cañazas. Entre las especies vegetales amenazadas se hallan el bálsamo real y el cedro.
De su fauna cabe destacar 
- Entre las aves, la garcita azulada, el carpintero crestirrojo, el loro vináceo, la lechuza listada y el pato serrucho.

- Entre los mamíferos, el zorro cangrejero, el ciervo de los pantanos, la corzuela colorada y el mono carayá.
- Entre los reptiles, el yacaré overo, la iguana, el lagarto overo, las corales y la anaconda amarilla.[35]
- Entre los peces, podemos encontrar al sábalo jetón y al surubí atigrado.[36]

Entre los animales en peligro de extinción, aún dispersos por todos los municipios del departamento, se hallan el oso hormiguero, la oncilla y el murciélago amarillo. Sólo encontrados en la mitad este de Guairá, están el falso vampiro y el tapir. Relegados a una franja sudeste del departamento (Sur de Paso Yobai, Garay, sur de Fassardi) está el zorro vinagre. Finalmente, el más vulnerable, presente sólo en el extremo este del municipio de Paso Yobái, el jaguar.

### Clima
Se encuentra en la zona templada subtropical húmeda, con inviernos suaves y veranos largos y calurosos de abundante precipitación. Posee una temperatura media de 21 °C. En verano, la máxima alcanza los 38 °C; en invierno, desciende hasta -1 °C. Durante el año se totalizan 1537 mm de precipitaciones. El promedio es de 80 mm en julio y agosto y 138 mm en los demás meses. Durante el invierno es frecuente la invasión de aire frío subpolar que baja la temperatura del aire considerablemente hasta producir heladas ocasionales.
Guairá presentó en el 2002 una temperatura media de 22,5 °C. La máxima media registrada fue 28,6 °C y la mínima media 17,1 °C. La precipitación total en este mismo año alcanzó los 2229 mm, octubre y noviembre se caracterizaron por ser los meses más lluviosos.
A nivel país, Guairá es uno de los departamentos con menor cantidad de focos de calor. Sin embargo, en los últimos años se han registrado incendios en el departamento en al menos 6 ocasiones (2010, 2016, 2017, 2020, 2021 y 2022) Las zonas del departamento con alto índice de amenaza de incendios son el Norte (Natalicio y Troche), el Centro-oeste (Villarrica y alrededores) y Centro-este (Cordillera Yvytyruzú)

## Demografía
Con una densidad poblacional de 50 hab/km2, Guairá es el cuarto departamento más densamente poblado luego de Central, Alto Paraná y Cordillera. Su población de 220.000 habitantes representa el 3,2% de la población total del país. La única ciudad con más de 50.000 habitantes del departamento es la capital, Villarrica. 
El grupo etario más común es el de 20-39 años (32,2% del total departamental) La esperanza de vida al nacer es de 75,2 años. La tasa bruta de mortalidad es de 6,5 por mil y la tasa bruta de fecundidad es de 2,4 hijos por mujer. Mientras la esperanza de vida de los guaireños ha aumentado, las tasas de mortalidad y de fecundidad han disminuido. Casi todos los municipios denotan un estancamiento población e incluso decrecimiento, probablemente debido a la emigración. La gran excepción es Villarrica que ha sostenido un aumento del 2,3% anual. Otros municipios con leve aumento  poblacional han sido Mbocayaty, Troche e Iturbe. Ñumi presenta el saldo neto de migración negativo más elevado.
De los 44.708 hogares guaireños encuestados por el INE, en unos 26.078 (58,3%) se habla principalmente en guaraní, 13.882 (31%) usan guaraní y castellano, 4.127 (9,2%) exclusivamente castellano. Entre las lenguas no oficiales destacan el alemán con 337 hogares (0,75%) y otras lenguas indígenas 217 (0,48%)

### Población indígena
Existen 13 comunidades indígenas asentadas en Guairá y todas pertenecen a la familia lingüística guaraní. Se dividen en dos etnias, la mayoritaria Mbyá-Guaraní y la otra es Avá-Guaraní. Los indígenas se distribuyen en tres distritos Paso Yobái, Troche e Independencia. La mayor concentración de indígenas se encuentra en Paso Yobái con más de 1000 individuos.
| Población Histórica del Departamento de Guairá | Población Histórica del Departamento de Guairá | Población Histórica del Departamento de Guairá |
| Año                                            | Habitantes                                     | Fuente                                         |
| ---------------------------------------------- | ---------------------------------------------- | ---------------------------------------------- |
| 1950                                           | 90 308                                         | Censo paraguayo de 1950                        |
| 1962                                           | 114 949                                        | Censo paraguayo de 1962                        |
| 1972                                           | 124 799                                        | Censo paraguayo de 1972                        |
| 1982                                           | 143 510                                        | Censo paraguayo de 1982                        |
| 1992                                           | 161 991                                        | Censo paraguayo de 1992                        |
| 2002                                           | 178 650                                        | Censo paraguayo de 2002                        |
| 2012                                           | 209 900                                        | Censo paraguayo de 2012                        |
| 2022                                           | 180 121                                        | Censo paraguayo de 2022                        |

## Gobierno
El Poder ejecutivo es ejercido por el gobernador quien es electo cada 5 años mediante sufragio directo. La sede del Ejecutivo es la Gobernación de Guairá que se encuentra sobre la calle General Díaz en la ciudad de Villarrica. El actual Gobernador del Departamento es el ganadero César Sosa del partido político ANR. A su vez, el Ejecutivo se vale de secretarías para ejecutar sus obras. Algunas secretarías vigentes en Guairá son Agricultura, Salud, Educación y Cultura, Turismo, Asuntos Indígenas y de la Mujer.
Del Poder legislativo se encarga la Junta Departamental que consta de 15 miembros, también elegidos cada 5 años y que actúan mediante ordenanzas y resoluciones departamentales. La actual Junta está compuesta por 10 miembros de la ANR y 5 del PLRA. Tanto el gobernador como los miembros de la Junta Departamental asumen sus funciones el 15 de agosto del año de su elección.

## Municipios
El departamento está dividido en los siguientes 18 municipios, el más reciente Tebicuary fue creado en 2008. 
| N.º | Distrito      | Área | Población (2018) | Fundador                   | Yataity Natalicio Talavera Félix Pérez Cardozo Mbocayaty Doctor Botrell Mauricio José Troche Ñumi Colonia Independencia Coronel Martínez Villarrica Gral. Eugenio A. Garay José Fassardi Borja Iturbe Paso Yobai Itapé San Salvador |
| --- | ------------- | ---- | ---------------- | -------------------------- | --- |
| 1   | Borja         | 329  | 10 208           | Pedro Melo de Portugal     | Yataity Natalicio Talavera Félix Pérez Cardozo Mbocayaty Doctor Botrell Mauricio José Troche Ñumi Colonia Independencia Coronel Martínez Villarrica Gral. Eugenio A. Garay José Fassardi Borja Iturbe Paso Yobai Itapé San Salvador |
| 2   | Troche        | 163  | 10 944           | Manuel Franco              | Yataity Natalicio Talavera Félix Pérez Cardozo Mbocayaty Doctor Botrell Mauricio José Troche Ñumi Colonia Independencia Coronel Martínez Villarrica Gral. Eugenio A. Garay José Fassardi Borja Iturbe Paso Yobai Itapé San Salvador |
| 3   | C. Martínez   | 177  | 6622             | Manuel Franco              | Yataity Natalicio Talavera Félix Pérez Cardozo Mbocayaty Doctor Botrell Mauricio José Troche Ñumi Colonia Independencia Coronel Martínez Villarrica Gral. Eugenio A. Garay José Fassardi Borja Iturbe Paso Yobai Itapé San Salvador |
| 4   | Bottrell      | 75   | 1706             | Alfredo Stroessner         | Yataity Natalicio Talavera Félix Pérez Cardozo Mbocayaty Doctor Botrell Mauricio José Troche Ñumi Colonia Independencia Coronel Martínez Villarrica Gral. Eugenio A. Garay José Fassardi Borja Iturbe Paso Yobai Itapé San Salvador |
| 5   | Félix Pérez   | 159  | 6156             | Agustín Fernando de Pinedo | Yataity Natalicio Talavera Félix Pérez Cardozo Mbocayaty Doctor Botrell Mauricio José Troche Ñumi Colonia Independencia Coronel Martínez Villarrica Gral. Eugenio A. Garay José Fassardi Borja Iturbe Paso Yobai Itapé San Salvador |
| 6   | Garay         | 160  | 8389             | Rafael Franco              | Yataity Natalicio Talavera Félix Pérez Cardozo Mbocayaty Doctor Botrell Mauricio José Troche Ñumi Colonia Independencia Coronel Martínez Villarrica Gral. Eugenio A. Garay José Fassardi Borja Iturbe Paso Yobai Itapé San Salvador |
| 7   | Independencia | 668  | 26 974           | Genaro Romero              | Yataity Natalicio Talavera Félix Pérez Cardozo Mbocayaty Doctor Botrell Mauricio José Troche Ñumi Colonia Independencia Coronel Martínez Villarrica Gral. Eugenio A. Garay José Fassardi Borja Iturbe Paso Yobai Itapé San Salvador |
| 8   | Itapé         | 220  | 7840             | Fray Villasboa             | Yataity Natalicio Talavera Félix Pérez Cardozo Mbocayaty Doctor Botrell Mauricio José Troche Ñumi Colonia Independencia Coronel Martínez Villarrica Gral. Eugenio A. Garay José Fassardi Borja Iturbe Paso Yobai Itapé San Salvador |
| 9   | Iturbe        | 292  | 9233             | Emilio Aceval              | Yataity Natalicio Talavera Félix Pérez Cardozo Mbocayaty Doctor Botrell Mauricio José Troche Ñumi Colonia Independencia Coronel Martínez Villarrica Gral. Eugenio A. Garay José Fassardi Borja Iturbe Paso Yobai Itapé San Salvador |
| 10  | Fassardi      | 154  | 6924             | Giuseppe Fassardi          | Yataity Natalicio Talavera Félix Pérez Cardozo Mbocayaty Doctor Botrell Mauricio José Troche Ñumi Colonia Independencia Coronel Martínez Villarrica Gral. Eugenio A. Garay José Fassardi Borja Iturbe Paso Yobai Itapé San Salvador |
| 11  | Mbocayaty     | 197  | 8595             | José Mariano Duarte        | Yataity Natalicio Talavera Félix Pérez Cardozo Mbocayaty Doctor Botrell Mauricio José Troche Ñumi Colonia Independencia Coronel Martínez Villarrica Gral. Eugenio A. Garay José Fassardi Borja Iturbe Paso Yobai Itapé San Salvador |
| 12  | Natalicio     | 72   | 4901             | Manuel Franco              | Yataity Natalicio Talavera Félix Pérez Cardozo Mbocayaty Doctor Botrell Mauricio José Troche Ñumi Colonia Independencia Coronel Martínez Villarrica Gral. Eugenio A. Garay José Fassardi Borja Iturbe Paso Yobai Itapé San Salvador |
| 13  | Ñumí          | 324  | 3500             | Diego Alderete             | Yataity Natalicio Talavera Félix Pérez Cardozo Mbocayaty Doctor Botrell Mauricio José Troche Ñumi Colonia Independencia Coronel Martínez Villarrica Gral. Eugenio A. Garay José Fassardi Borja Iturbe Paso Yobai Itapé San Salvador |
| 14  | Paso Yobai    | 669  | 26 461           | Jorge Naville              | Yataity Natalicio Talavera Félix Pérez Cardozo Mbocayaty Doctor Botrell Mauricio José Troche Ñumi Colonia Independencia Coronel Martínez Villarrica Gral. Eugenio A. Garay José Fassardi Borja Iturbe Paso Yobai Itapé San Salvador |
| 15  | San Salvador  | 140  | 3017             | Federico Chaves            | Yataity Natalicio Talavera Félix Pérez Cardozo Mbocayaty Doctor Botrell Mauricio José Troche Ñumi Colonia Independencia Coronel Martínez Villarrica Gral. Eugenio A. Garay José Fassardi Borja Iturbe Paso Yobai Itapé San Salvador |
| 16  | Tebicuary     | 79   | 3104             | Azucarera Paraguaya SA     | Yataity Natalicio Talavera Félix Pérez Cardozo Mbocayaty Doctor Botrell Mauricio José Troche Ñumi Colonia Independencia Coronel Martínez Villarrica Gral. Eugenio A. Garay José Fassardi Borja Iturbe Paso Yobai Itapé San Salvador |
| 17  | Villarrica    | 247  | 71 489           | Ruy Díaz Melgarejo         | Yataity Natalicio Talavera Félix Pérez Cardozo Mbocayaty Doctor Botrell Mauricio José Troche Ñumi Colonia Independencia Coronel Martínez Villarrica Gral. Eugenio A. Garay José Fassardi Borja Iturbe Paso Yobai Itapé San Salvador |
| 18  | Yataity       | 111  | 4757             | Bartolomé Oviedo           | Yataity Natalicio Talavera Félix Pérez Cardozo Mbocayaty Doctor Botrell Mauricio José Troche Ñumi Colonia Independencia Coronel Martínez Villarrica Gral. Eugenio A. Garay José Fassardi Borja Iturbe Paso Yobai Itapé San Salvador |

## Economía

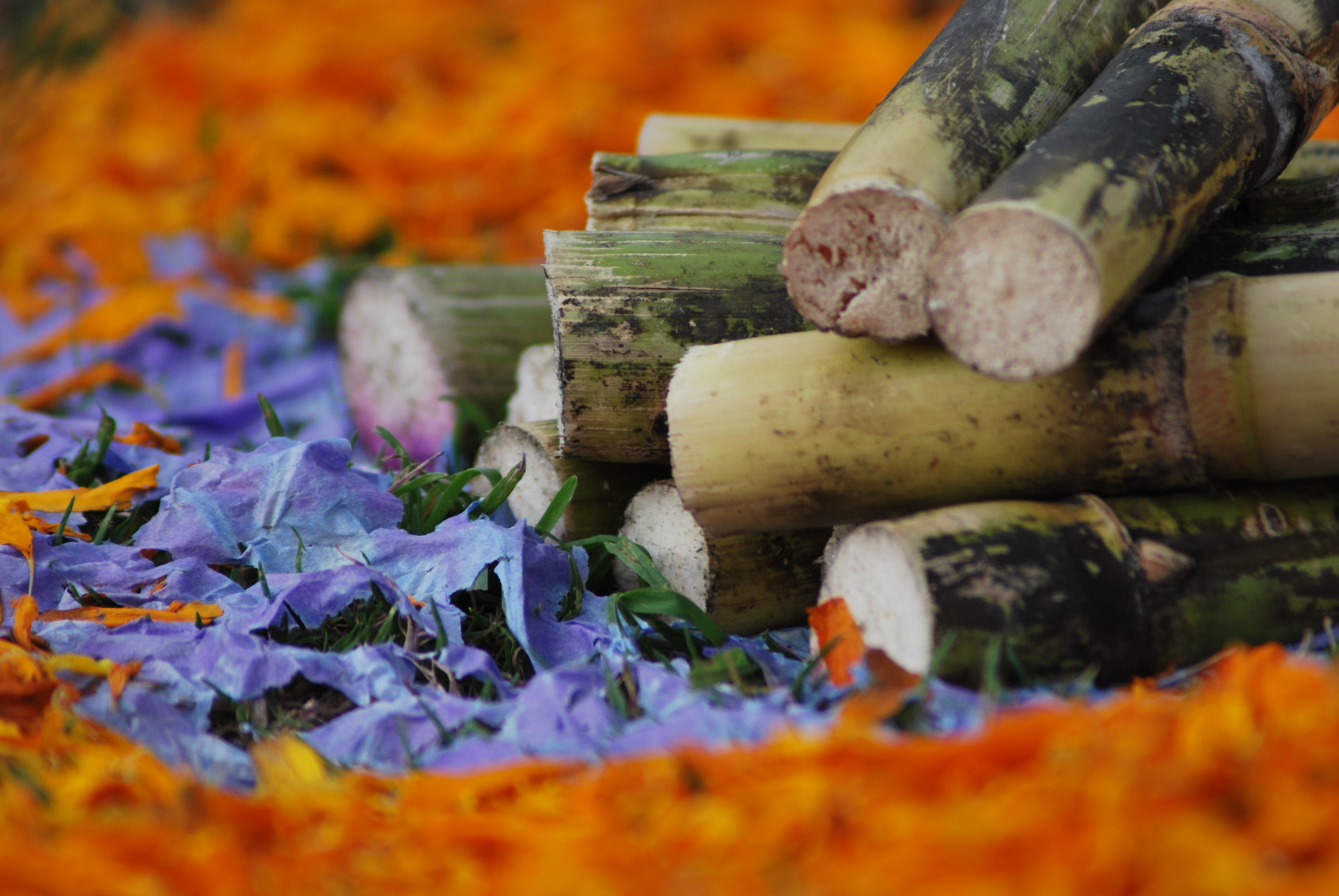
Guairá es el principal productor nacional de caña de azúcar.

Guairá es un departamento agrícola. Entre sus producciones sobresale la caña de azúcar, siendo el primer productor del país, con el 40 % de la producción nacional y el 68% de la producción agrícola total del departamento. En su territorio se hallaban ubicados los 3 ingenios de azúcar más grandes del país: las azucareras Iturbe, Friedmann y AZPA, de las cuales las 2 últimas siguen en funcionamiento. También es el primer productor de la vid (60% de la producción nacional) y el segundo de yerba mate, sólo superado por Itapúa.  Después de la caña, los cultivos más producidos son la soja, la mandioca y el maíz. Entre otros cultivos, encontramos patata, algodón, legumbres, cítricos y más recientemente arándanos. Junto a la ganadería vacuna, ovina y porcina, se desarrolla también la avicultura, especialmente la de pollos. La población bovina guaireña ha disminuido en un 40% con respecto a los años 90.

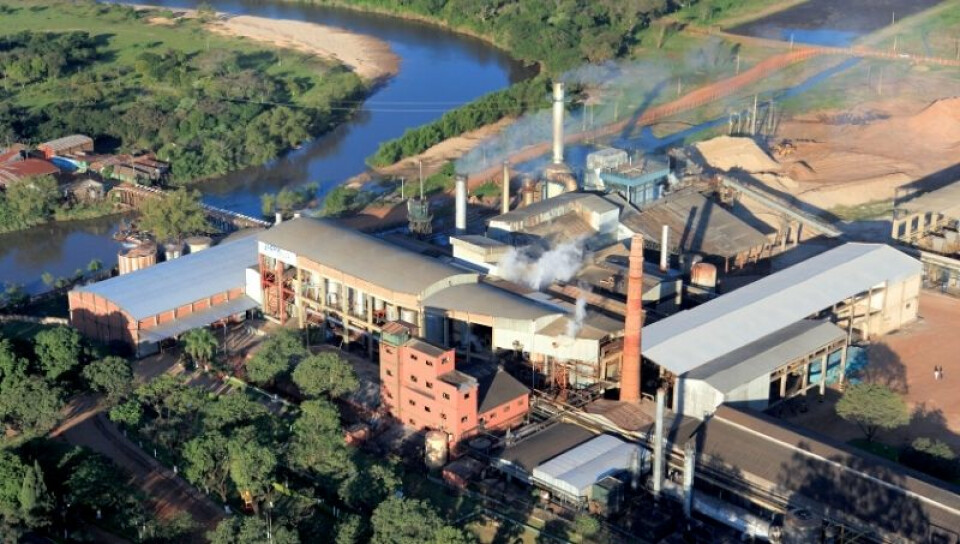
Instalaciones de la azucarera AZPA SA en el municipio de Tebicuary.

La tala indiscriminada de los bosques ha reducido la actividad forestal. No obstante, existen aserraderos y fábricas de contrachapado y madera para muebles. En cuanto a la minería, el departamento produce aproximadamente 8,5kg de oro por mes, exportándolo principalmente a EEUU y Canadá.
La actividad industrial está representada por fábricas de vinos, yerbateras, aserraderos, desmotadoras de algodón, destilerías de alcohol, industrias de calzado, fábricas de ladrillos, de muebles y de básculas, alimentos para aves, embutidos y curtiembres. También es muy importante la industria del Ao po´í (una especialidad de tejido en algodón típica de la zona), que emplea a unas de 2500 personas. El distrito de Yataity es la capital nacional del Ao Po´i.

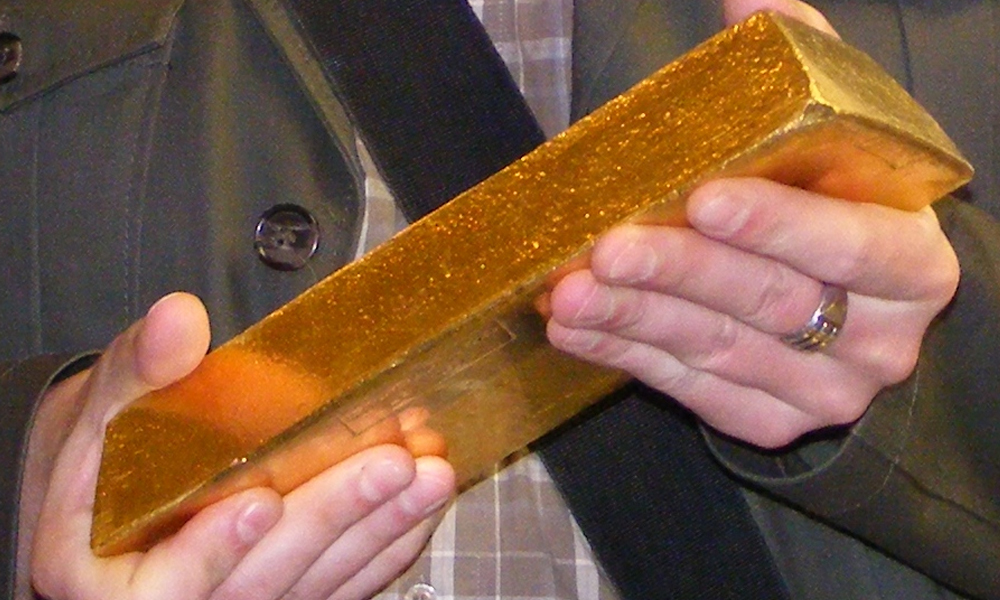
Lingote de oro extraído en Paso Yobái.

Para 2019, 40% de la población ocupada se dedicaba al sector primario, sólo superado en proporción de este rubro por Caazapá y San Pedro; 16% a la industria y 43% al sector servicios. 
Se estima que el 95% de las unidades económicas guaireñas son de micro y pequeña empresa. Estas emplean al 68% del personal ocupado pero sólo generan 21% de los ingresos. Sin embargo, las unidades económicas de tipo grande son sólo el 1,4% pero emplean al 21% del personal y generan 70% de los ingresos.
El ingreso económico mensual registrado del varón guaireño es de 1,485.000 guaraníes y de la mujer de 1.303.000 guaraníes. Según la distribución por sexo según rama económica, el rubro con mayor participación masculina es la fabricación de muebles con un 98,4% mientras que el rubro más femenino es la fabricación de productos textiles con un 92,7%. La participación por sexo según sector económico es similar en el comercio y los servicios mientras que en la industria hay mucha mayor participación masculina, un 72%.
El 57,3% de los habitantes son o pobres o pobres extremos. La pobreza extrema es más preocupante en los municipios de Natalicio y Paso Yobái y la pobreza en Paso Yobái y Fassardi.

## Infraestructura

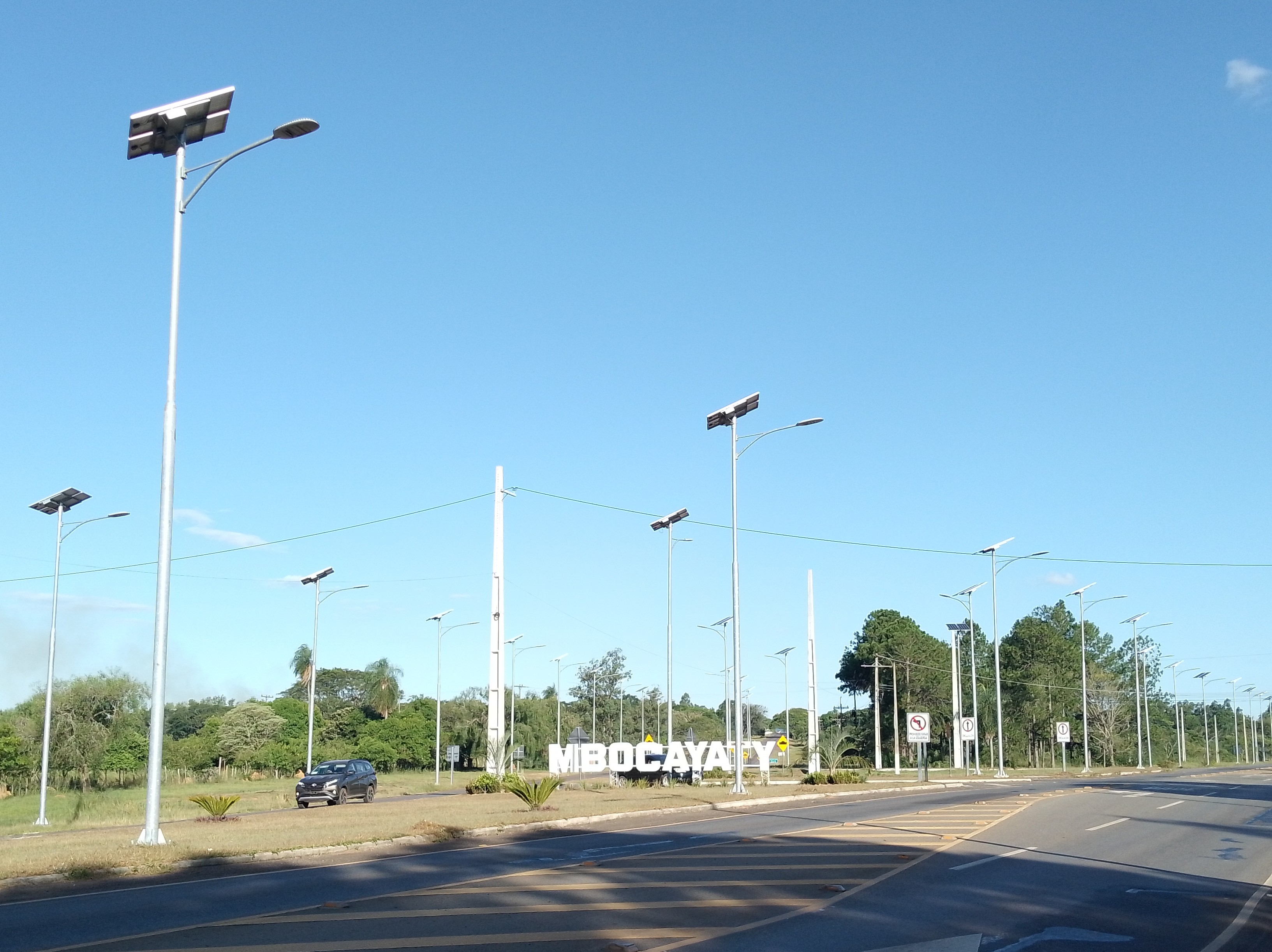
Ruta PY08 que une a Mbocayaty con Yataity.

El Departamento cuenta con la ruta VIII “Blas Garay” que se desprende en Coronel Oviedo del empalme de las rutas II y VII, asfaltada hasta Coronel  Bogado en Itapúa.  
Desde Ñumí parte otro ramal totalmente asfaltado que lo une con San Juan de Caazapá. También posee otras rutas asfaltadas: Villarrica-Paraguarí, atravesando Félix Pérez y Coronel Martínez; Mbocayaty-Paso Yobái, con una extensión de 50 km y otra vía que empalma con la ruta VII, atravesando Natalicio, Troche y Colonia Blas Garay (Coronel Oviedo)
Un 44% de la población accede al agua a través de SENASA, un 21% a través de ESSAP Y 13% mediante redes comunitarias. 78% de los guaireños tiene aceeso a agua potable. 99% a energía eléctrica, 31% a recolección de basuras y 57,3% a desagûe cloacal y un 42% cuenta con cámara séptica y pozo ciego. Un 44% aún utiliza leña para cocinar y los que usan gas y electricidad suman 45%. Más de la mitad de los guaireños (55%) quema su basura como medio para deshacerse de ella.
En cuanto a la salud, aunque existen 91 instituciones de salud , sólo 19% cuenta con accesibilidad al servicio de salud. 
En cuanto a las cooperativas fundadas en el departamento se hallan Coopeduc, Jopói y Carlos Pfannl.  

## Educación
La educación superior en el departamento está representada por principalmente por la Universidad Nacional de Villarrica del Espíritu Santo (UNVES), la Universidad Católica Nuestra Señora de la Asunción (UCV) y la Universidad Nacional de Asunción. (UNA) 
Existe además el Instituto de Lingüística Guaraní “Idelguap”, que se encarga de la enseñanza del idioma, literatura y folclore guaraníes. También con iguales fines funcionan el Ateneo de Lengua y Cultura Guaraní y Guaraní Róga.
El departamento cuenta con 424 instituciones educativas y 85% de personas en edad escolar asiste a la escuela. La alfabetización es del 91% y el promedio de años de estudio es de 8 años. 
Según un informe analítico del MEC del 2015, los estudiantes guaireños del 3.er año, 6.º año y 9.º año de la educación escolar básica obtuvieron los puntajes más altos en matemáticas a nivel nacional mientras que los del 3.er año de bachillerato obtuvieron puntajes levemente superiores a la media nacional. En lengua castellana, nuevamente los guaireños del 3.º (edad de 9 años) y 6.º años (edad de 12 años) de la escolar básica obtuvieron los puntajes más altos del país. Sin embargo, los de 9.º año de escolar básica (edad de 15 años) y los de 3.º de bachillerato (edad de 18 años) obtuvieron puntajes promedio. La tasa de egreso de la escolar básica a la educación media es de 34% y la tasa de retención es del 35%, ambos levemente inferiores a la media nacional. La tasa de egreso calcula el porcentaje de alumnos que matriculados en el primer año de determinado nivel educativo lograr culminar todos los años correspondientes a ese nivel y la tasa de retención calcula el porcentaje de matriculados del primer año que logran matricularse al último año de ese ciclo educativo.

## Turismo

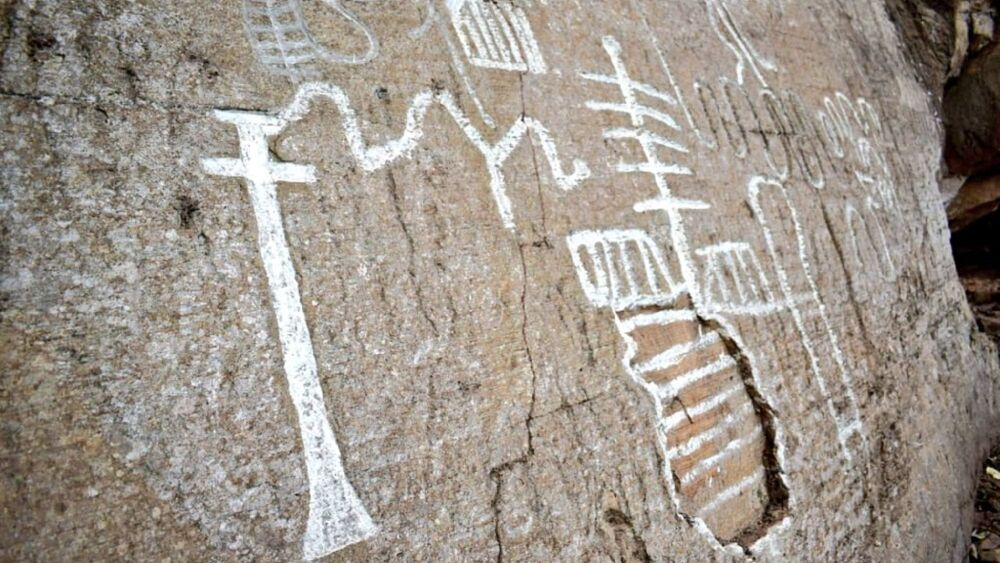
Litografías indígenas de Itá Letra en Villarrica

Destinos turísticos destacados:

### Villarrica
- Carnaval Guaireño (febrero), Fiesta de San Juan en la Estación (junio) y Festival de la Raza (octubre).
- Senderismo en Itá Letra y cerro Mymýi.
- Iglesias Santa Clara (Catedral) y Nuestra Señora de la Asunción (Ybaroty)
- Paseo y ciclovía del Parque del Guairá.
- Paseo en bote en la laguna Ycuá Pytá.
- Museos Fermín López y CLYFSA.
- Antigua estación de ferrocarril Villarrica.

### Itapé
- Peregrinación a la Virgen del Paso (18 de diciembre) y paseos en canoa por el río Tebicuarymí.

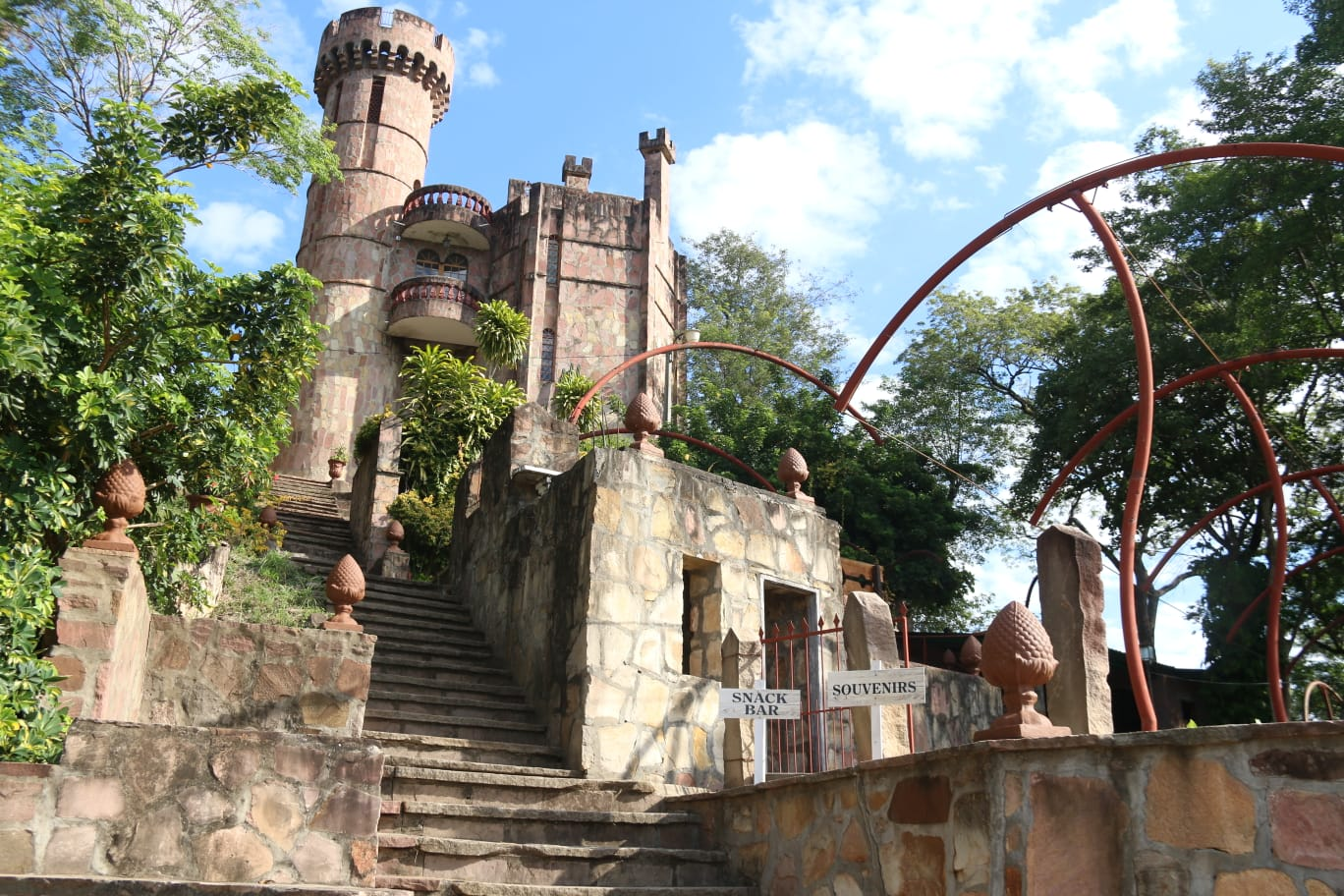
Parque Castillo Echauri en Independencia.

- Balneario Ysoró.

### Independencia
- Senderismo y acampadas en cerro Acatí, cerro Corá, de la Cruz, Salto Pa´i, Salto Suizo, Salto Cantera y Pozo Hondo.
- Parque temático Castillo Echauri.
- Choppfest del Club Deportivo Alemán.
- Iglesia San Vicente de Paul.

### Garay
- Senderismo y acampadas en el cerro Tres Kandú .

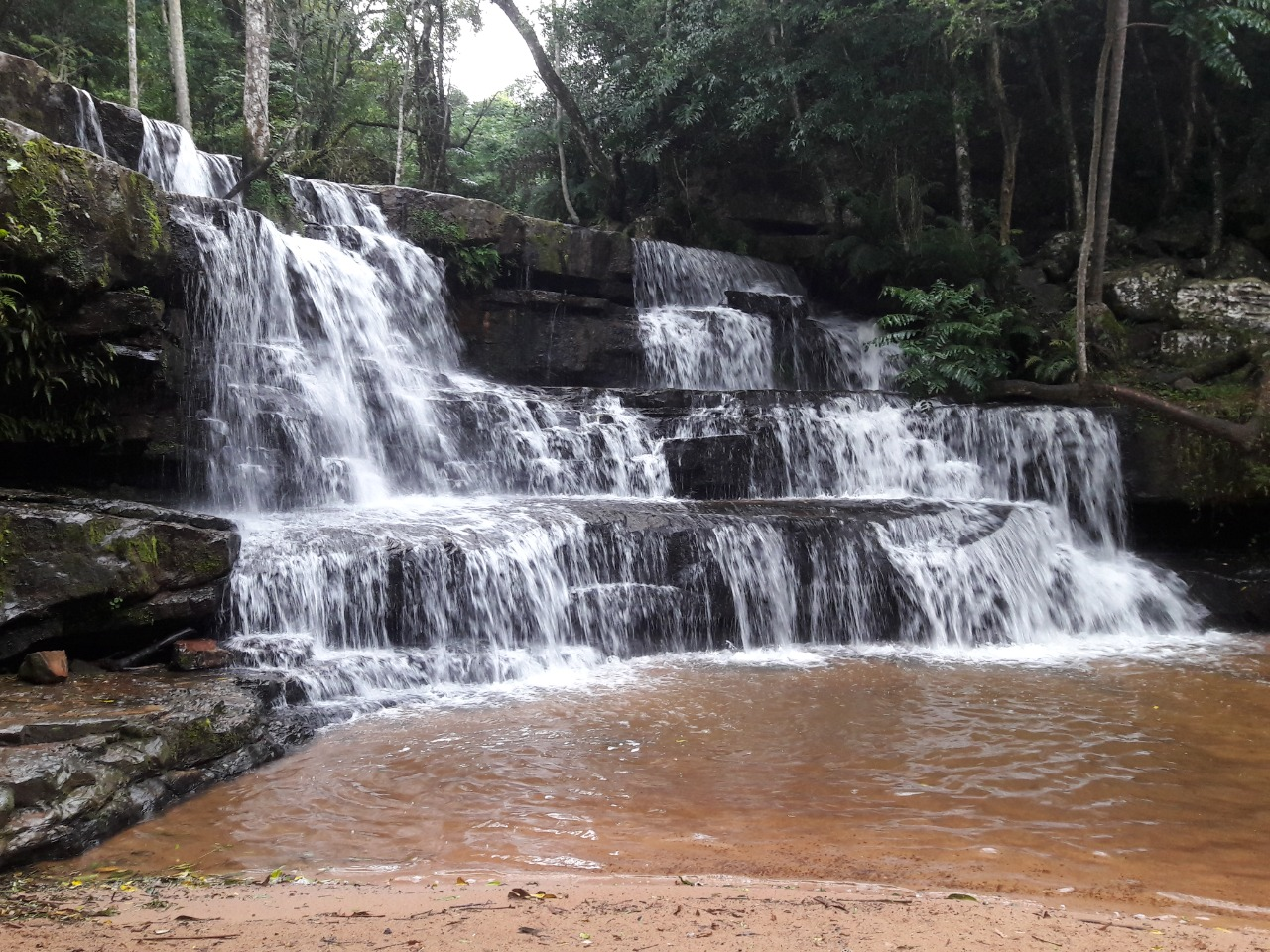
Salto Tupasy Ycuá.

### Borja
- Saltos Cristal, Yvahái y Tupasy Ykuá.
- Cerros Punta en Troche y Peró en Paso Yobái.

### Otros municipios
- Balnearios Montearena en Iturbe y Bolas Cuá en San Salvador.
- Museo del Ao Po´i en Yataity.

## Personas destacadas
- Félix Pérez Cardozo (1908-1953): Músico y folclorista.
- Juan Vicente Estigarribia (1788-1869): primer médico paraguayo.
- Augusto Roa Bastos: Escritor y ganador del Premio Cervantes.
- Manuel Ortiz Guerrero (1899-1933): El más grande y conocido de los poetas guaireños.
- Natalicio de María Talavera (1839-1867): Periodista y poeta durante la guerra de la Triple Alianza.
- Efraím Cardozo (1909-1973): Reconocido como el historiador paraguayo más fecundo y sistemático. Periodista, escritor, profesor, político.
- Diosnel Chase: Músico folclórico.
- Juan Carlos Herken Krauer: Economista, historiador y escritor.
- Coronel Florentín Oviedo: Combatiente de la guerra de la Triple Alianza (1864-1870) y la guerra del Chaco (1932-1935).
- Juan Natalicio González (1897-1966): Presidente del Paraguay desde 1948 hasta 1949.
- Andrés Rodríguez Pedotti (1927-1997): Presidente del Paraguay desde 1989 hasta 1993
- Nadia Ferreira: Modelo internacional, Miss Universo Paraguay 2021 y primera finalista de Miss Universo 2021.